# Gonomyia
Gonomyia är ett släkte av tvåvingar som beskrevs av Johann Wilhelm Meigen 1818. Gonomyia ingår i familjen småharkrankar.

## Dottertaxa tillGonomyia, i alfabetisk ordning[1][2]
- Gonomyia abbreviata
- Gonomyia abscondita
- Gonomyia abyssa
- Gonomyia acanthomelana
- Gonomyia acanthophallus
- Gonomyia aciculifera
- Gonomyia acuminata
- Gonomyia acus
- Gonomyia acuspinosa
- Gonomyia adamsoni
- Gonomyia adunca
- Gonomyia aegina
- Gonomyia aequalis
- Gonomyia aequidens
- Gonomyia aequispinosa
- Gonomyia affinis
- Gonomyia aitkeni
- Gonomyia aitkeniana
- Gonomyia alboannulata
- Gonomyia alexanderi
- Gonomyia amazona
- Gonomyia ambiens
- Gonomyia amblystyla
- Gonomyia andicola
- Gonomyia anduzeana
- Gonomyia anduzei
- Gonomyia angulifera
- Gonomyia animula
- Gonomyia anserina
- Gonomyia anxia
- Gonomyia aperta
- Gonomyia apiculata
- Gonomyia appendiculata
- Gonomyia aquila
- Gonomyia arajuno
- Gonomyia armigera
- Gonomyia aspera
- Gonomyia atrox
- Gonomyia auchetes
- Gonomyia austrotropica
- Gonomyia aymara
- Gonomyia baiame
- Gonomyia banksiana
- Gonomyia basicuspis
- Gonomyia basilobata
- Gonomyia basispina
- Gonomyia basispinosa
- Gonomyia basistylata
- Gonomyia bata
- Gonomyia batesi
- Gonomyia biaculeata
- Gonomyia bibarbata
- Gonomyia bibula
- Gonomyia bicircularis
- Gonomyia bicolorata
- Gonomyia bicornuta
- Gonomyia bidentata
- Gonomyia biensis
- Gonomyia bifida
- Gonomyia bifiligera
- Gonomyia bifurcifer
- Gonomyia bifurcula
- Gonomyia bigeminata
- Gonomyia bihamata
- Gonomyia bilobata
- Gonomyia bimucronata
- Gonomyia birama
- Gonomyia biserpentigera
- Gonomyia bispina
- Gonomyia bispinosa
- Gonomyia boki
- Gonomyia borburatana
- Gonomyia bougainvilleae
- Gonomyia brachiostyla
- Gonomyia brachyglossa
- Gonomyia brachyura
- Gonomyia brevicula
- Gonomyia brevissima
- Gonomyia brevivena
- Gonomyia bruchi
- Gonomyia bryanti
- Gonomyia burgessi
- Gonomyia cairnensis
- Gonomyia callisto
- Gonomyia calverti
- Gonomyia calyce
- Gonomyia cantareirae
- Gonomyia capnitis
- Gonomyia carrerai
- Gonomyia carsiostyla
- Gonomyia catamarcae
- Gonomyia cervaria
- Gonomyia chalaza
- Gonomyia chiapasensis
- Gonomyia cinerea
- Gonomyia circumcincta
- Gonomyia citribasis
- Gonomyia clavifera
- Gonomyia cognatella
- Gonomyia colei
- Gonomyia complicata
- Gonomyia concinna
- Gonomyia condensa
- Gonomyia conjugens
- Gonomyia connivens
- Gonomyia conoviensis
- Gonomyia conquisita
- Gonomyia cooloola
- Gonomyia copulata
- Gonomyia crepuscula
- Gonomyia crinita
- Gonomyia cryophila
- Gonomyia ctenophora
- Gonomyia cubana
- Gonomyia cultrata
- Gonomyia cultriformis
- Gonomyia currani
- Gonomyia curvispina
- Gonomyia curvistyla
- Gonomyia curvistylata
- Gonomyia dasyphallus
- Gonomyia debilis
- Gonomyia decacantha
- Gonomyia degeneri
- Gonomyia delicata
- Gonomyia dentata
- Gonomyia diabarica
- Gonomyia diacantha
- Gonomyia diacanthophora
- Gonomyia dicranura
- Gonomyia diffusa
- Gonomyia digitifera
- Gonomyia dikopis
- Gonomyia diplacantha
- Gonomyia dipterophora
- Gonomyia dischidia
- Gonomyia discreta
- Gonomyia dispar
- Gonomyia dissidens
- Gonomyia dissimilis
- Gonomyia distenta
- Gonomyia divergens
- Gonomyia dominicana
- Gonomyia dosis
- Gonomyia dotata
- Gonomyia durabilis
- Gonomyia duurvoorti
- Gonomyia dyas
- Gonomyia edo
- Gonomyia edwardsi
- Gonomyia efficiens
- Gonomyia ekiti
- Gonomyia elachistos
- Gonomyia elimata
- Gonomyia emphysema
- Gonomyia ericarum
- Gonomyia esakiella
- Gonomyia expansa
- Gonomyia extensa
- Gonomyia extensivena
- Gonomyia extenuata
- Gonomyia falcifer
- Gonomyia faria
- Gonomyia fijiensis
- Gonomyia filicauda
- Gonomyia filiformis
- Gonomyia fimbriata
- Gonomyia flavibasis
- Gonomyia flavidapex
- Gonomyia flavocostalis
- Gonomyia flavomarginata
- Gonomyia flavonotata
- Gonomyia florens
- Gonomyia foliacea
- Gonomyia fortibasis
- Gonomyia fulvipennis
- Gonomyia funesta
- Gonomyia furcilla
- Gonomyia furcillata
- Gonomyia furcula
- Gonomyia fuscofemorata
- Gonomyia fuscohalterata
- Gonomyia fuscoscutellata
- Gonomyia gemula
- Gonomyia gillottae
- Gonomyia gilvipennis
- Gonomyia glabrispina
- Gonomyia gladiator
- Gonomyia gnophosoma
- Gonomyia gracilistylus
- Gonomyia gratilla
- Gonomyia gressitti
- Gonomyia gressittiana
- Gonomyia guayaquilensis
- Gonomyia guerreroensis
- Gonomyia hackeri
- Gonomyia hamulata
- Gonomyia haploa
- Gonomyia haploides
- Gonomyia harmstoni
- Gonomyia hawaiiensis
- Gonomyia hedys
- Gonomyia helophila
- Gonomyia helotos
- Gonomyia herroni
- Gonomyia hestica
- Gonomyia heteromera
- Gonomyia hippocampi
- Gonomyia hirsutistyla
- Gonomyia hodgkini
- Gonomyia hoffmaniana
- Gonomyia horribilis
- Gonomyia horrifica
- Gonomyia houtensis
- Gonomyia hyperacuta
- Gonomyia hyperion
- Gonomyia ibo
- Gonomyia idiostyla
- Gonomyia illicis
- Gonomyia impacata
- Gonomyia impedita
- Gonomyia inaequistyla
- Gonomyia incompleta
- Gonomyia indotata
- Gonomyia inermis
- Gonomyia ingrica
- Gonomyia inquisita
- Gonomyia insolita
- Gonomyia intrepida
- Gonomyia irianensis
- Gonomyia ischyria
- Gonomyia ishana
- Gonomyia isolata
- Gonomyia ithyphallus
- Gonomyia iyala
- Gonomyia jacobsoniana
- Gonomyia jamaicana
- Gonomyia jejuna
- Gonomyia juarezi
- Gonomyia juquiana
- Gonomyia jurata
- Gonomyia justa
- Gonomyia justifica
- Gonomyia kama
- Gonomyia kamballa
- Gonomyia kansensis
- Gonomyia katangae
- Gonomyia kertesziana
- Gonomyia kiandra
- Gonomyia kraussi
- Gonomyia kurokawae
- Gonomyia labidura
- Gonomyia lamellaris
- Gonomyia lanka
- Gonomyia lappona
- Gonomyia latifolia
- Gonomyia latilobata
- Gonomyia latistyla
- Gonomyia lemniscata
- Gonomyia leonura
- Gonomyia leucomelania
- Gonomyia liberiensis
- Gonomyia lobulata
- Gonomyia longifimbriata
- Gonomyia longiradialis
- Gonomyia longispina
- Gonomyia lucidula
- Gonomyia ludibunda
- Gonomyia lustralis
- Gonomyia luteimarginata
- Gonomyia luteipleura
- Gonomyia lyra
- Gonomyia machaeria
- Gonomyia macilenta
- Gonomyia macintyrei
- Gonomyia macswaini
- Gonomyia mainensis
- Gonomyia malitia
- Gonomyia mambila
- Gonomyia manca
- Gonomyia maquilingia
- Gonomyia marini
- Gonomyia marquesana
- Gonomyia mascarena
- Gonomyia mashona
- Gonomyia matileana
- Gonomyia matsya
- Gonomyia maya
- Gonomyia mecophallus
- Gonomyia medleri
- Gonomyia megarhopala
- Gonomyia melanacantha
- Gonomyia melanorhyncha
- Gonomyia melanostyla
- Gonomyia mendica
- Gonomyia mesoneura
- Gonomyia metallescens
- Gonomyia methodica
- Gonomyia mexicana
- Gonomyia micracantha
- Gonomyia micromera
- Gonomyia microserrata
- Gonomyia milangensis
- Gonomyia mimetica
- Gonomyia minutistyla
- Gonomyia misera
- Gonomyia mitophora
- Gonomyia mizoensis
- Gonomyia modica
- Gonomyia molokaiensis
- Gonomyia moma
- Gonomyia monacantha
- Gonomyia monura
- Gonomyia multiacuta
- Gonomyia multispicata
- Gonomyia mumfordi
- Gonomyia mundewudda
- Gonomyia mythica
- Gonomyia naiadifera
- Gonomyia nansei
- Gonomyia napoensis
- Gonomyia narasinha
- Gonomyia nebulicola
- Gonomyia nebulosa
- Gonomyia necopina
- Gonomyia neobifida
- Gonomyia neofalcifer
- Gonomyia neonebulosa
- Gonomyia nestor
- Gonomyia nexosa
- Gonomyia nigridorsata
- Gonomyia nigripennis
- Gonomyia nigrohalterata
- Gonomyia nigrotuberculata
- Gonomyia nilgiriensis
- Gonomyia nissoriana
- Gonomyia noctabunda
- Gonomyia noveboracensis
- Gonomyia novocaledoniae
- Gonomyia nubeculosa
- Gonomyia nyasae
- Gonomyia obscuriclava
- Gonomyia octospinosa
- Gonomyia ocypete
- Gonomyia odontostyla
- Gonomyia oliveri
- Gonomyia omeiensis
- Gonomyia omogoensis
- Gonomyia onya
- Gonomyia oolyarra
- Gonomyia ophion
- Gonomyia ornatipes
- Gonomyia orthomera
- Gonomyia orthomeroides
- Gonomyia ostentator
- Gonomyia otiosa
- Gonomyia oxybeles
- Gonomyia pachymera
- Gonomyia pacifica
- Gonomyia paiuta
- Gonomyia pallicostata
- Gonomyia pallidisignata
- Gonomyia papposa
- Gonomyia pararamifera
- Gonomyia parinermis
- Gonomyia parishi
- Gonomyia parvicellula
- Gonomyia parvispinosa
- Gonomyia parvistyla
- Gonomyia pauaiensis
- Gonomyia pauliana
- Gonomyia pedica
- Gonomyia pensilis
- Gonomyia pentacantha
- Gonomyia peracuta
- Gonomyia perattenuata
- Gonomyia percomplexa
- Gonomyia periploca
- Gonomyia perpicta
- Gonomyia perreducta
- Gonomyia perscabrosa
- Gonomyia persimilis
- Gonomyia perssoni
- Gonomyia pervilis
- Gonomyia petronis
- Gonomyia philomela
- Gonomyia phoracantha
- Gonomyia phoroctenia
- Gonomyia pietatis
- Gonomyia pilifera
- Gonomyia pilosispina
- Gonomyia pilosistyla
- Gonomyia pinivagata
- Gonomyia pino
- Gonomyia piscator
- Gonomyia platymera
- Gonomyia platymerina
- Gonomyia platymeroides
- Gonomyia platyphallus
- Gonomyia pleuralis
- Gonomyia pleurolineola
- Gonomyia pleurostriata
- Gonomyia poliocephala
- Gonomyia pontifex
- Gonomyia porrecta
- Gonomyia praedita
- Gonomyia pratapi
- Gonomyia principalis
- Gonomyia producta
- Gonomyia projecta
- Gonomyia prolixistylus
- Gonomyia prolongata
- Gonomyia protenta
- Gonomyia puckowe
- Gonomyia puella
- Gonomyia puer
- Gonomyia pulchripes
- Gonomyia pulvinifera
- Gonomyia punctigera
- Gonomyia pusilla
- Gonomyia pyensoni
- Gonomyia quadrifila
- Gonomyia quadrifilaris
- Gonomyia quadrilobata
- Gonomyia quaesita
- Gonomyia queenslandica
- Gonomyia queribunda
- Gonomyia ramifera
- Gonomyia ramus
- Gonomyia rastriformis
- Gonomyia ravana
- Gonomyia reclinata
- Gonomyia recta
- Gonomyia rectangular
- Gonomyia recurvata
- Gonomyia recurvispina
- Gonomyia reducta
- Gonomyia reflexa
- Gonomyia remigera
- Gonomyia remota
- Gonomyia resoluta
- Gonomyia reyesi
- Gonomyia rhadinostyla
- Gonomyia rhicnacantha
- Gonomyia robinsoni
- Gonomyia rogeziana
- Gonomyia runa
- Gonomyia sacandaga
- Gonomyia sagittifera
- Gonomyia salmani
- Gonomyia sana
- Gonomyia sandersi
- Gonomyia saudiarabiensis
- Gonomyia sauteri
- Gonomyia scelerata
- Gonomyia schadeana
- Gonomyia scimitar
- Gonomyia scythra
- Gonomyia secespita
- Gonomyia secreta
- Gonomyia sejuncta
- Gonomyia sekiana
- Gonomyia senaria
- Gonomyia serendibensis
- Gonomyia serpentigera
- Gonomyia serpentina
- Gonomyia sevierensis
- Gonomyia sexlobata
- Gonomyia sibyna
- Gonomyia sicula
- Gonomyia siculifera
- Gonomyia silinda
- Gonomyia simplex
- Gonomyia sinuosa
- Gonomyia sircari
- Gonomyia skusei
- Gonomyia sobrina
- Gonomyia sparsipuncta
- Gonomyia sparsisetosa
- Gonomyia speratina
- Gonomyia spicata
- Gonomyia spiculistyla
- Gonomyia spinifer
- Gonomyia spinistyla
- Gonomyia spiniterga
- Gonomyia spinolateralis
- Gonomyia spinula
- Gonomyia stackelbergi
- Gonomyia stellata
- Gonomyia stenorhabda
- Gonomyia strigilis
- Gonomyia stylacantha
- Gonomyia subacus
- Gonomyia subaegina
- Gonomyia subaffinis
- Gonomyia subanxia
- Gonomyia subaperta
- Gonomyia subappendiculata
- Gonomyia subbrevicula
- Gonomyia subcinerea
- Gonomyia subcognatella
- Gonomyia subfalcifer
- Gonomyia subinermis
- Gonomyia sublustralis
- Gonomyia subnebulosa
- Gonomyia subpilifera
- Gonomyia subramifera
- Gonomyia subremota
- Gonomyia subscimitar
- Gonomyia subtenella
- Gonomyia subterminalis
- Gonomyia subtribulator
- Gonomyia subtroilus
- Gonomyia subunicolor
- Gonomyia sulphurella
- Gonomyia sulphurelloides
- Gonomyia superba
- Gonomyia supplicata
- Gonomyia symmetrica
- Gonomyia syrraxis
- Gonomyia taeniata
- Gonomyia tafiensis
- Gonomyia tahitiensis
- Gonomyia tanaocantha
- Gonomyia tatei
- Gonomyia tenella
- Gonomyia tenuipollex
- Gonomyia tenuistylus
- Gonomyia tergofimbriata
- Gonomyia tergospinosa
- Gonomyia terraereginae
- Gonomyia tersa
- Gonomyia tetonensis
- Gonomyia tetrastyla
- Gonomyia teucheres
- Gonomyia thambaroo
- Gonomyia theowaldi
- Gonomyia threnodes
- Gonomyia toala
- Gonomyia tonnoirella
- Gonomyia topoensis
- Gonomyia toraja
- Gonomyia trepida
- Gonomyia triaculeata
- Gonomyia tribulator
- Gonomyia triformis
- Gonomyia trionyx
- Gonomyia trispinosa
- Gonomyia tristigmata
- Gonomyia tristyla
- Gonomyia tristylata
- Gonomyia troilus
- Gonomyia turritella
- Gonomyia uncinata
- Gonomyia unicolor
- Gonomyia unicornuta
- Gonomyia unispicata
- Gonomyia usherae
- Gonomyia vafra
- Gonomyia walkeri
- Gonomyia walshae
- Gonomyia vana
- Gonomyia vanuana
- Gonomyia varipes
- Gonomyia varsha
- Gonomyia vehemens
- Gonomyia versicolor
- Gonomyia victorina
- Gonomyia vindex
- Gonomyia virgata
- Gonomyia wirthiana
- Gonomyia wunda
- Gonomyia wygodzinskyi
- Gonomyia xanthophleps
- Gonomyia yama
- Gonomyia yapensis
- Gonomyia yemenensis
- Gonomyia zimmermani